# Storchschnabelartige
Die Storchschnabelartigen (Geraniales) sind eine Ordnung der Bedecktsamigen Pflanzen (Magnoliopsida).

## Beschreibung
Es sind oft krautige, seltener holzige Pflanzen. Die Laubblätter sind meistens zusammengesetzt oder gelappt. Nebenblätter sind meist vorhanden.
Die Blüten sind fünfzählig oder seltener vierzählig, sie sind radiärsymmetrisch oder zygomorph. Oberflächlich betrachtet unterscheidet sich die Blüten Morphologie zwischen den einzelnen Familien der Geraniales massiv, tatsächlich lassen sich etliche Gemeinsamkeiten feststellen. Eine Besondere Rolle in der Blüten Morphologie übernehmen die Nektarien. Diese sind in ihrer Position relativ fixiert und nur innerhalb der Vivianiaceae reduziert.

## Systematik
Die Storchschnabelartigen sind innerhalb der Eurosiden II die Schwestergruppe der Myrtales. Je nach Klassifizierung umfassen sie zwei bis fünf Familien. Während APG III noch drei Familien anerkannte (Geraniaceae, Melianthaceae und Vivianiaceae) werden die Geraniales in APG IV in nur noch zwei Familien aufgeteilt (Geraniaceae und Francoaceae). Eine andere, auf molekularer Phylogenetik sowie vegetativer und generativer Morphologie beruhende Klassifikation teilt die Geraniales in fünf Familien: Geraniaceae, Hypseocharitaceae, Melianthaceae, Francoaceae und Vivianiaceae:
Storchschnabelgewächse (Geraniaceae Juss.)
- California Aldasoro, C.Navarro, P.Vargas, L.Sáez & Aedo
- Erodium L’Hér.
- Geranium L.
- Monsonia L. (inkl. Sarcocaulon Sweet)
- Pelargonium L’Hér.

Hypseocharitaceae Wedd.
- Hypseocharis J.Rémy

Honigstrauchgewächse (Melianthaceae Bercht. & J.Presl, inkl. Bersamaceae Doweld)
- Bersama Fresen.
- Melianthus L.

Francoaceae A.Juss. (inkl. Greyiaceae Hutch.)
- Francoa Cav.
- Greyia Hook. & Harv.
- Tetilla DC.

Vivianiaceae Klotzsch (syn. Ledocarpaceae Meyen, inkl. Rhynchothecaceae)
- Balbisia Cav. (inkl. Wendtia Meyen)
- Rhynchotheca Ruiz & Pav.
- Viviania Cav. (inkl. Araeoandra Lefor, Caesarea Cambess., Cissarobryon Poepp.)

Aktueller phylogenetischer Baum, basierend auf molekularen Daten:
|  | Hypseocharitaceae |
|  |                   |
|  | Geraniaceae       |
|  |                   |

|  | \| \| Francoaceae \| \| \| \| \| \| Vivianiaceae \| \| \| \| |
|  |                                                              |
|  | Melianthaceae                                                |
|  |                                                              |
|  | Francoaceae                                                  |
|  |                                                              |
|  | Vivianiaceae                                                 |
|  |                                                              |

|  | Francoaceae  |
|  |              |
|  | Vivianiaceae |
|  |              |

|  | Hypseocharitaceae |
|  |                   |
|  | Geraniaceae       |
|  |                   |

|  | \| \| Francoaceae \| \| \| \| \| \| Vivianiaceae \| \| \| \| |
|  |                                                              |
|  | Melianthaceae                                                |
|  |                                                              |
|  | Francoaceae                                                  |
|  |                                                              |
|  | Vivianiaceae                                                 |
|  |                                                              |

|  | Francoaceae  |
|  |              |
|  | Vivianiaceae |
|  |              |